# Монтейро, Веллингтон
Ве́ллингтон Монте́йро (полное имя Ве́ллингтон ди Оливе́йра Монте́йро, порт. Wellington de Oliveira Monteiro; 7 сентября 1978, Рио-де-Жанейро) — бразильский футболист, выступавший на позиции опорного полузащитника.
Наибольшую известность получил по выступлениям за «Интернасьонал», в составе которого выиграл Кубок Либертадорес и клубный чемпионат мира в 2006 году.

## Биография
Веллингтон Монтейро родился в Рио-де-Жанейро и начал заниматься футболом в местом клубе «Бангу». На профессиональном уровне дебютировал в составе «Паулисты» в 1999 году.
В первой половине 2000-х годов Монтейро довольно часто менял команды, среди них были такие гранды бразильского футбола, как «Васко да Гама» и «Крузейро».
Наиболее успешным периодом в карьере Веллингтона Монтейро были 2006—2008 годы. В составе «Интернасьонала» он выиграл пять внутренних и международных трофеев, включая Кубок Либертадорес и клубный чемпионат мира в 2006 году.
После «Интера» Монтейро провёл короткий период во «Флуминенсе», после чего его карьера пошла на спад. Последней командой для Монтейро стал «Аудакс Рио».

## Титулы
- Чемпион штата Рио-де-Жанейро (1): 2003
- Чемпион штата Риу-Гранди-ду-Сул (1): 2008
- Обладатель Кубка Либертадорес (1): 2006
- Обладатель Рекопы Южной Америки (1): 2007
- Клубный чемпион мира (1): 2006
- Обладатель Кубка Дубая (1): 2008